# Concavatotruncana
Concavatotruncana, en ocasiones erróneamente denominado Concovatotruncana, es un género de foraminífero planctónico de la subfamilia Helvetoglobotruncaninae, de la familia Hedbergellidae, de la superfamilia Rotaliporoidea, del suborden Globigerinina y del orden Globigerinida. Su especie tipo es Rotalia concavata. Su rango cronoestratigráfico abarca desde el Cenomaniense superior hasta el Santoniense (Cretácico superior).

## Descripción
Concavatotruncana incluía especies con conchas trocoespiraladas, de forma planoconvexa; sus cámaras eran subcónicas a ángulo-cónicas, seleniformes en el lado espiral; sus suturas intercamerales eran rectas e incididas en el lado umbilical, y curvas, elevadas y pustulosas en el lado espiral (carena circumcameral); su contorno era subpoligonal y lobulado; su periferia era aguda, bicarenada, con las carenas pustulosas o nodulosas y separadas por una estrecha banda imperforada; su ombligo era amplio, ocupando un tercio del diámetro de la concha; su abertura era interiomarginal, umbilical-extraumbilical, en forma de arco bajo, y protegida con un pórtico; los pórticos de las aberturas de las cámaras precedentes dejan pórticos relictos en el área umbilical, pero nunca llegan a fusionarse para formar una tegilla; presentaba pared calcítica hialina, macroperforada con baja o alta densidad de poros, con la superficie lisa o pustulada, sobre todo en las primeras cámaras.

## Discusión
Algunos autores han sugerido la posibilidad de que Concavatotruncana sea un sinónimo subjetivo posterior de Dicarinella, ya que están muy estrechamente relacionados y se diferencian aparentemene solo por la forma de la concha (planoconvexa la primera y biconvexa la segunda). Clasificaciones posteriores han incluido Concavatotruncana en la familia Globotruncanellidae y en la superfamilia Globigerinoidea. Otras clasificaciones lo han incluido en la subfamilia Concavatotruncaninae.

## Paleoecología
Concavatotruncana, como Dicarinella, incluía especies con un modo de vida planctónico, de distribución latitudinal cosmopolita, y habitantes pelágicos de aguas intermedias (medio mesopelágico superior).

## Clasificación
Concavatotruncana incluye a la siguiente especie:
- Concavatotruncana concavata †
- Concavatotruncana imbricata †